# Museu d'Art de San Diego
El Museu d'Art de Sant Diego (SDMA) va obrir com a Museu de Belles arts el 28 de febrer de 1926. Els fundadors van regalar l'edifici a la ciutat de San Diego. El museu està localitzat a Balboa Park. L'edifici del museu va ser dissenyat per l'arquitecte William Templeton Johnson.
Les col·leccions del Museu són de caràcter enciclopèdic, amb obres que van des del 5000 a.C. al 2001 d.C. La principal atracció del museu són les obres espanyoles de Murillo, Zurbarán, Ribera i El Greco.
Hi ha una petita galeria eclèctica d'art d'Àsia, un parell de pintures de l'era impressionista, algunes obres de Georgia O'Keeffe (encara que no sempre estan exposades) i un interessant nombre de peces modernes.
Una altra de les col·leccions destacables, és la d'art llatinoamericà, amb referents com Fernando Botero, Armando Reverón o Diego Rivera.
A més, el museu compta amb obres italianes dels mestres Giorgione, Giotto, Veronese, Luini, Pittoni, i Canaletto. I obres de Rubens, Hals i Van Dyck que representen l'Escola d'Europa del Nord.
El museu acull periòdicament exposicions de turisme i últimament ha estat treballant per mostrar la seva col·lecció estàndard de nous mètodes (incloent una galeria en el pis superior on es discuteix la informació que pugui ser recollida en mirar la part posterior d'un llenç).

## Galeria d'imatges

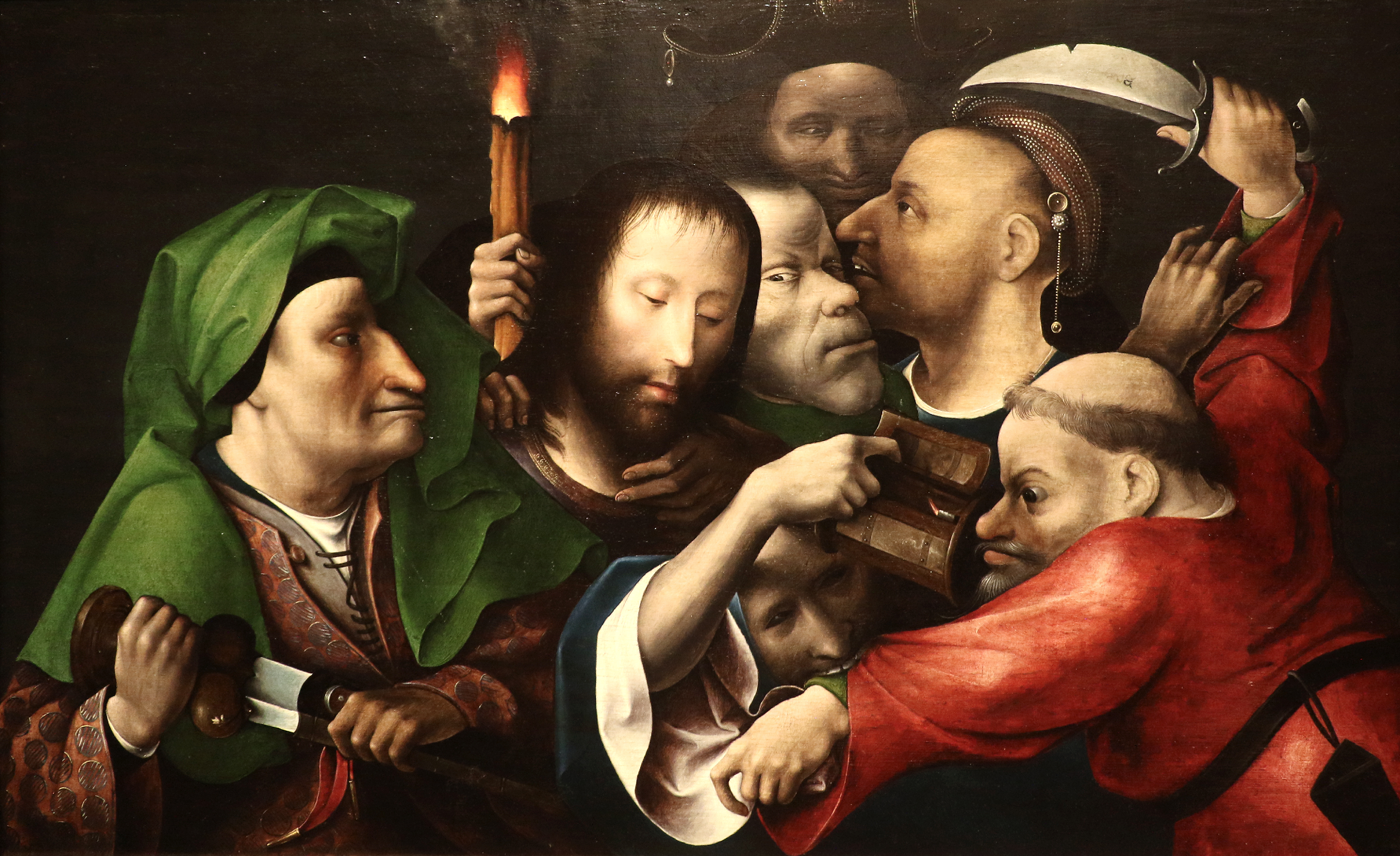
Workshop of Hieronymus Bosch, The Arrest of Christ (c. 1515)
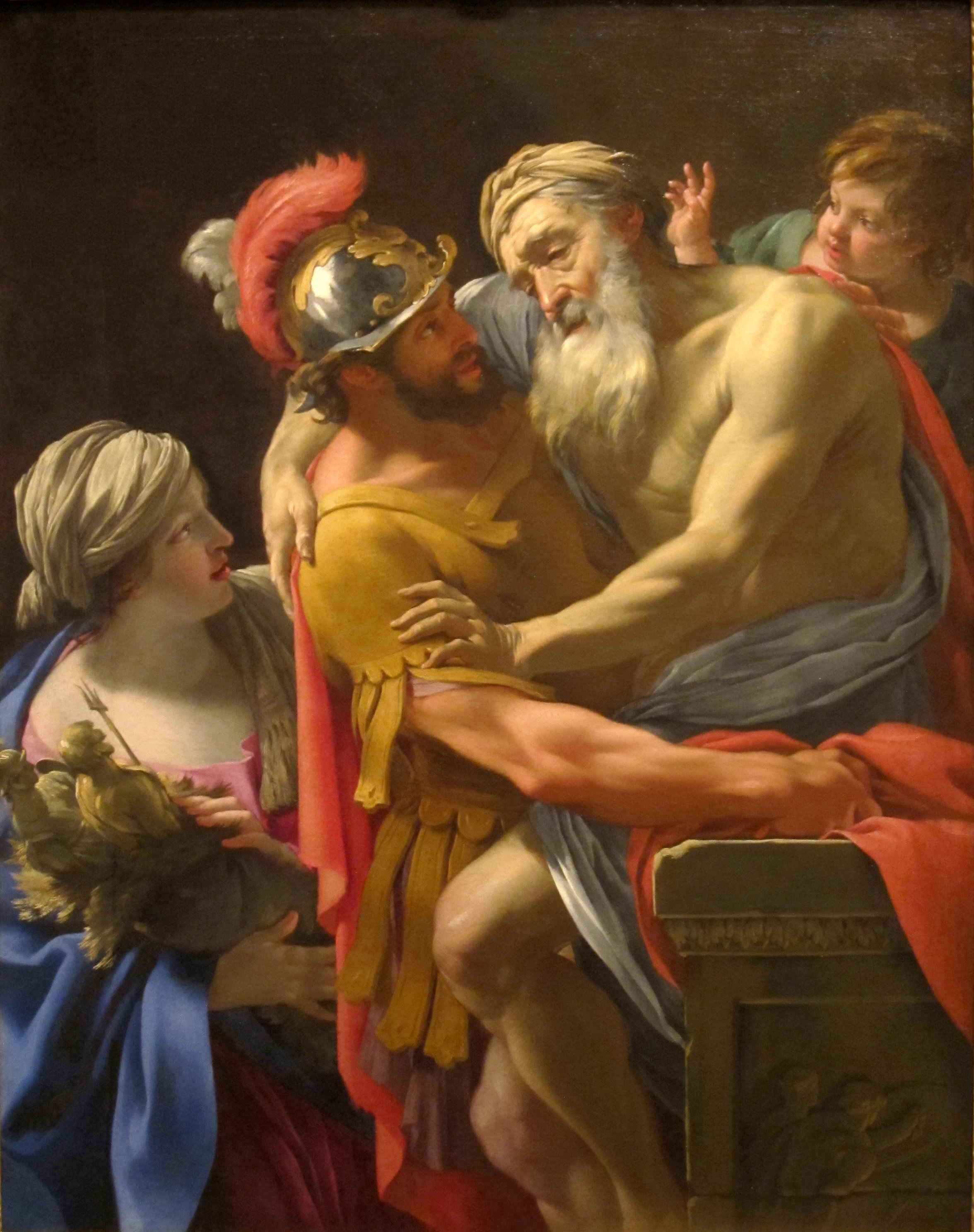
Simon Vouet, c. 1635, Aeneas and his Father Fleeing Troy
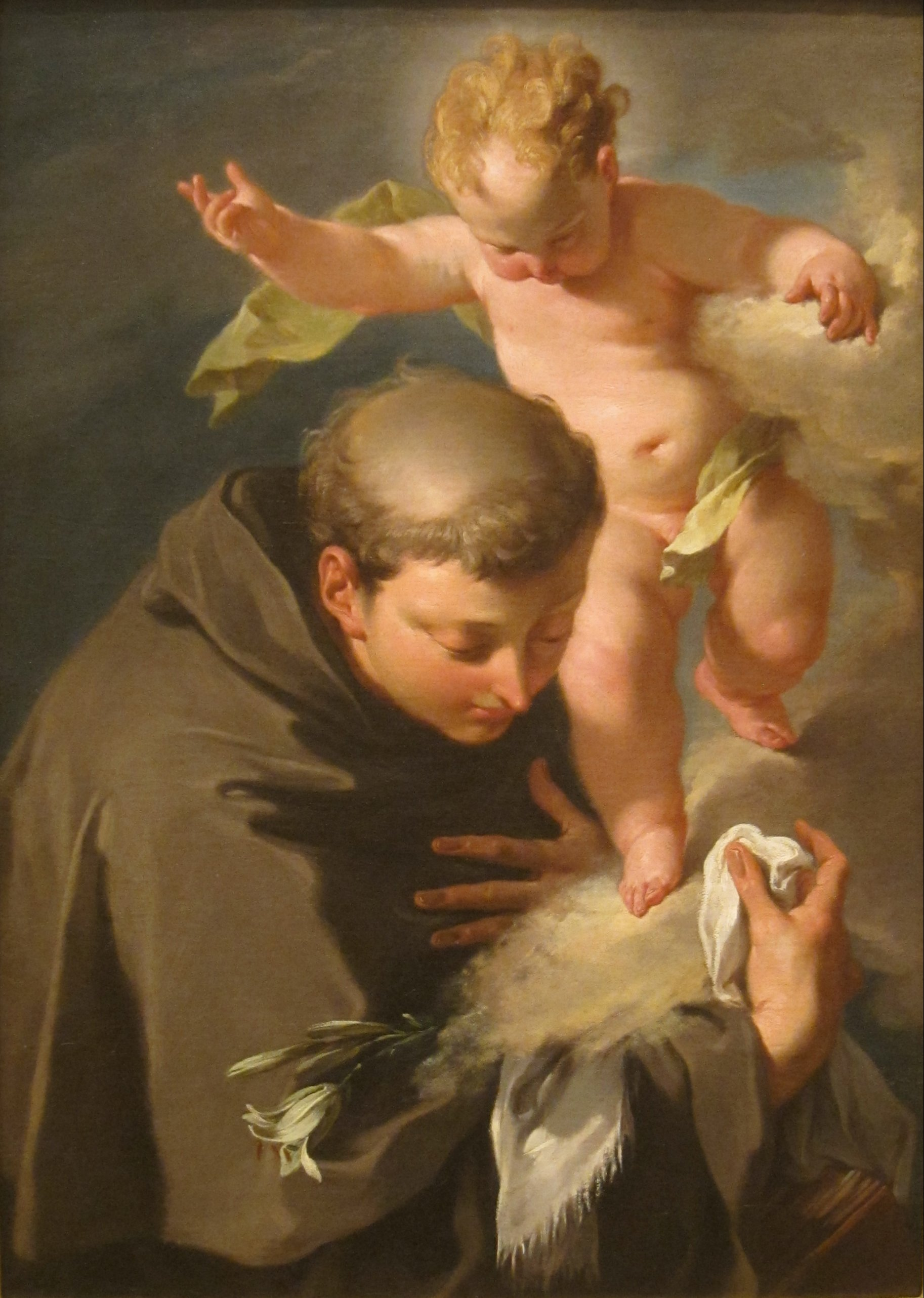
Giambattista Pittoni, 1730, The Vision of Saint Anthony of Pàdua

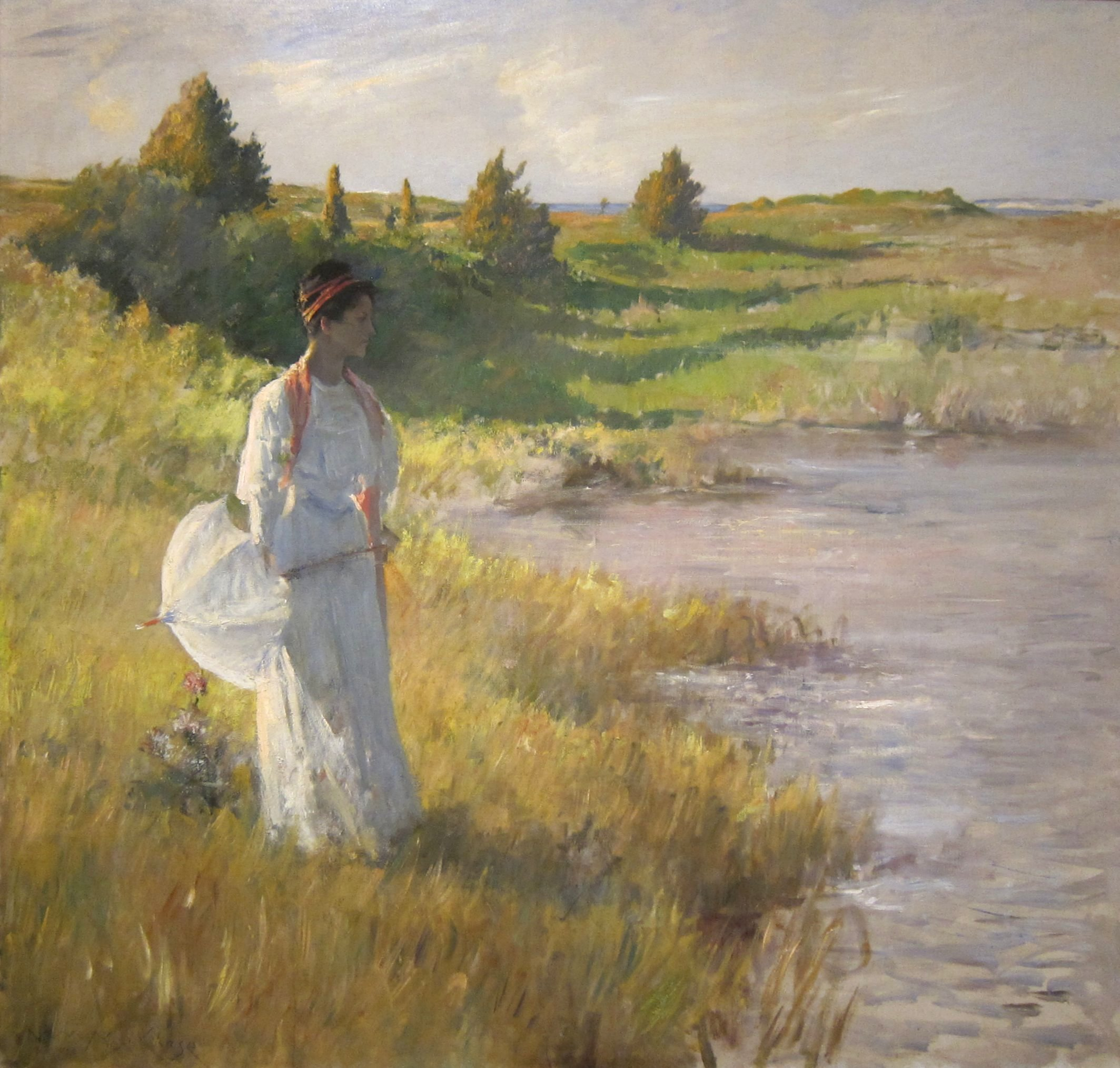
William Merritt Chase (c. 1895), An Afternoon Stroll
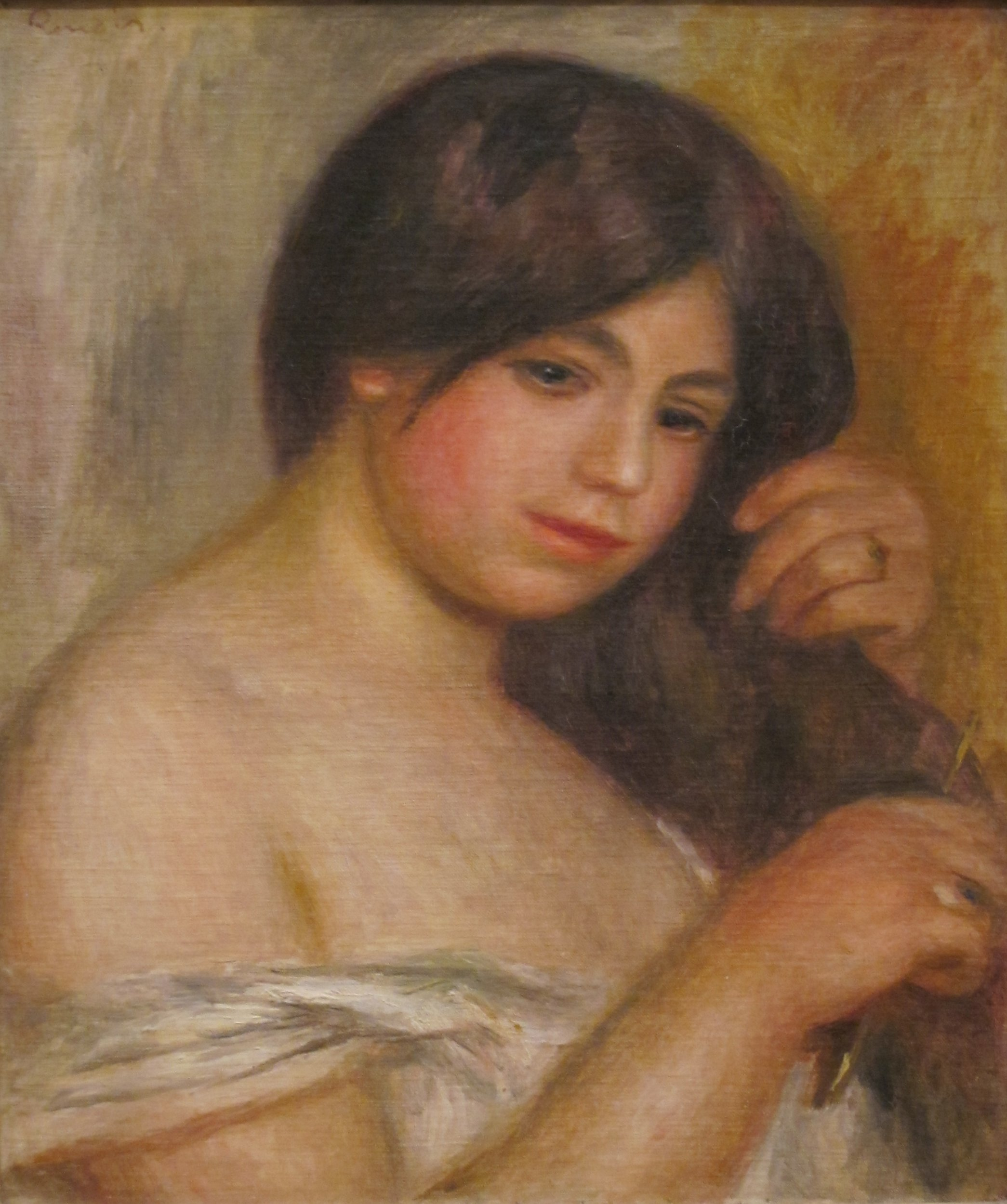
Auguste Renoir (1907), Woman Combing her Hair''
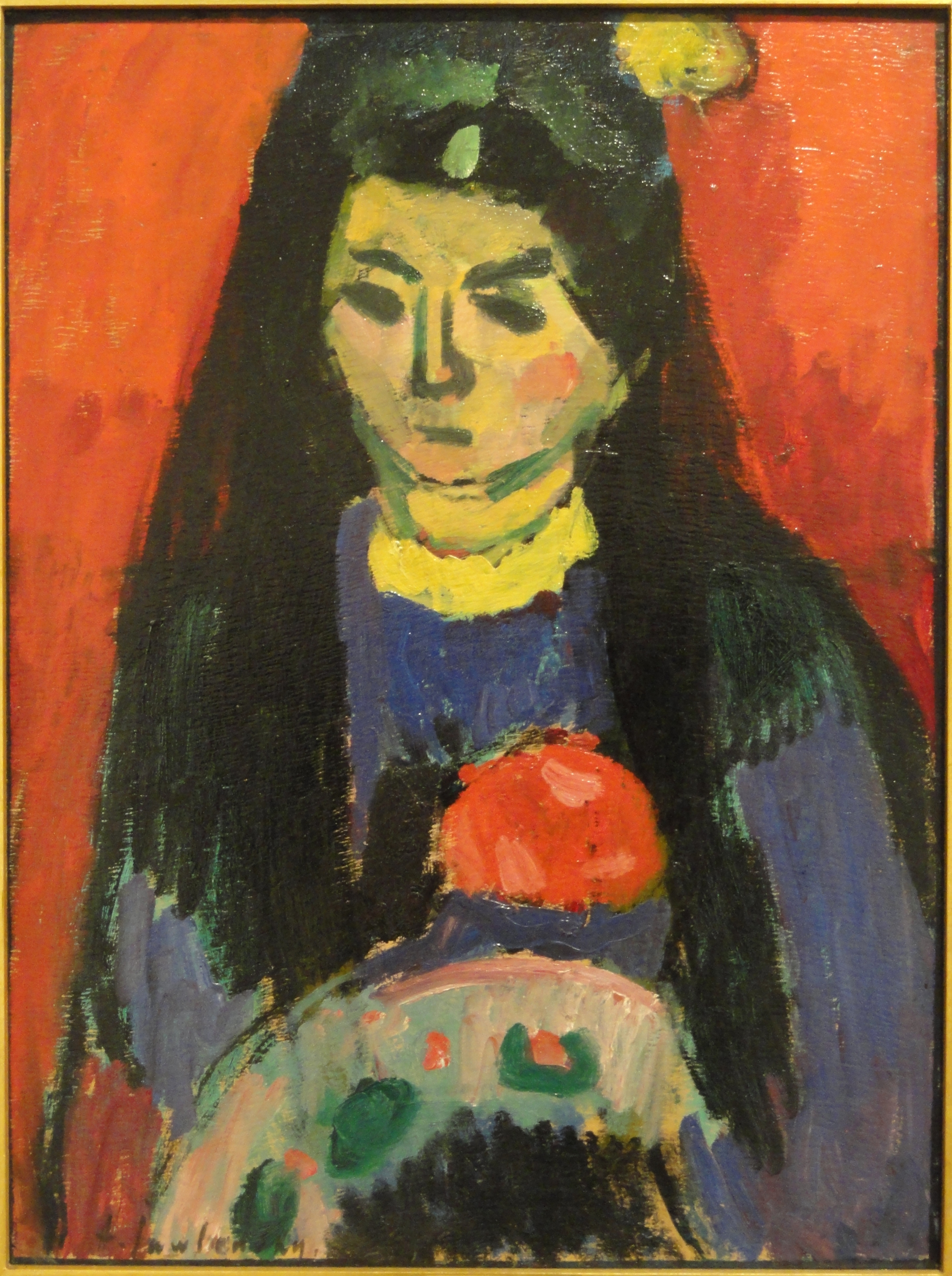
Alekséi von Jawlensky (1910), Red Blossom
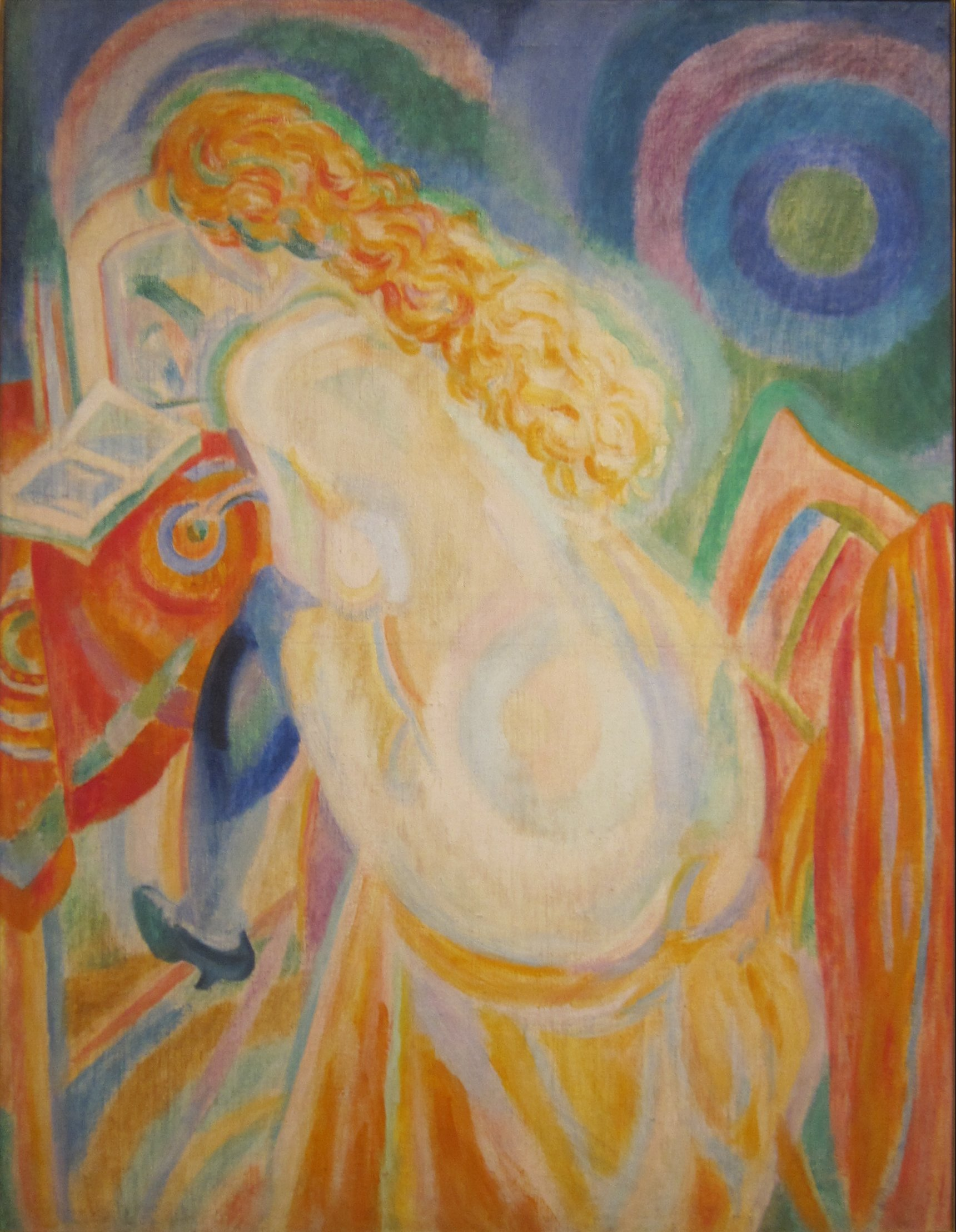
Robert Delaunay (1915), Female Nude Reading